# Crematogaster ampullaris
Crematogaster ampullaris är en myrart som beskrevs av Smith 1861. Crematogaster ampullaris ingår i släktet Crematogaster och familjen myror. Inga underarter finns listade i Catalogue of Life.